# Jan Wulf-Schnabel

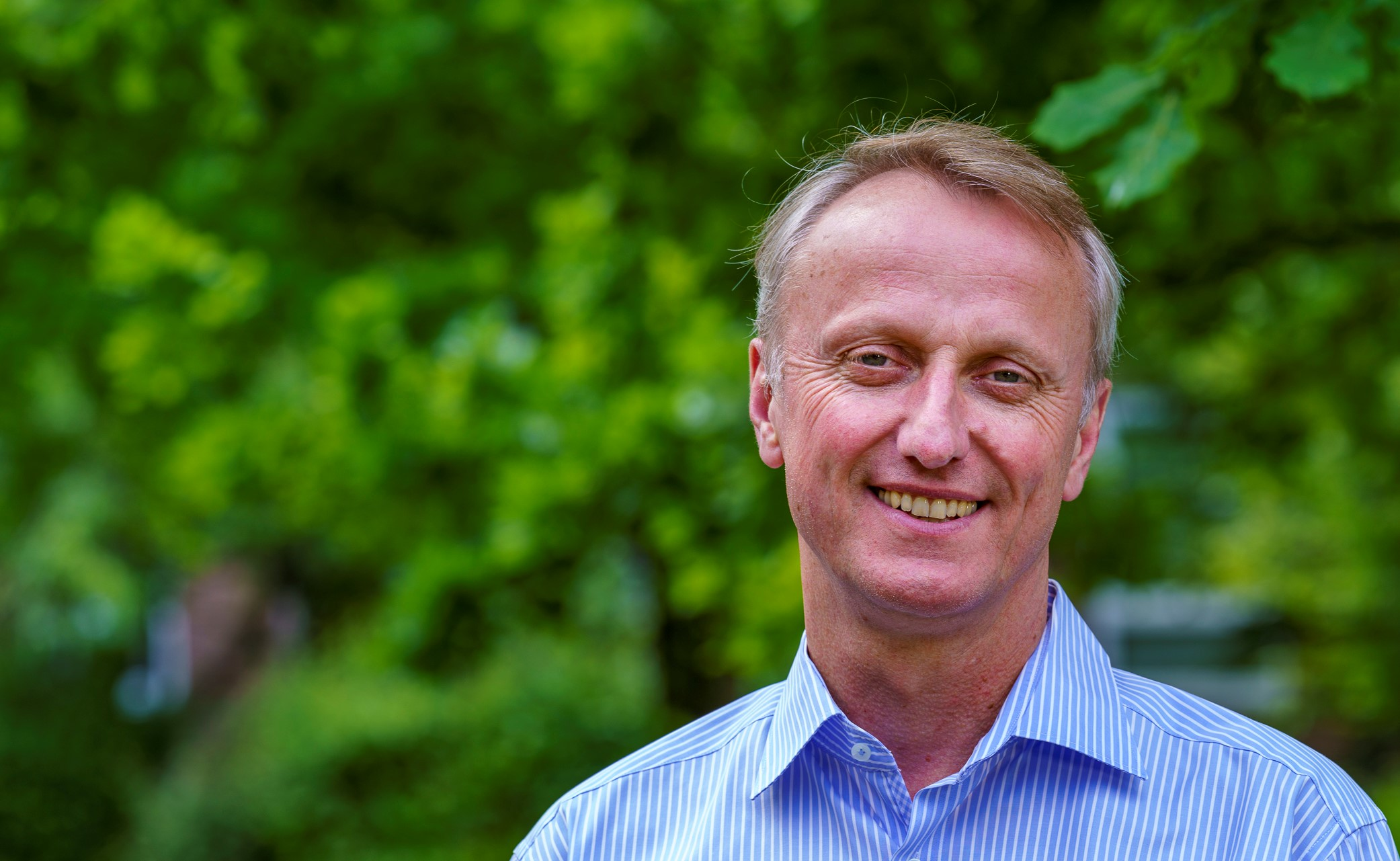
Jan Wiedemann

Jan Wiedemann (geb. Wulf-Schnabel; * 1969) ist ein deutscher Sozialwissenschaftler und Sozialmanager. Er war Vorstand der Stiftung Drachensee und Gründer des Instituts für Inklusive Bildung als zentrale Einrichtung der Christian-Albrechts-Universität zu Kiel. Er war von 2010 bis 2013 Professor für Theorien und Methoden der Sozialen Arbeit an der Katholischen Hochschule für Sozialwesen Berlin. Seit Mai 2017 ist er Fellow bei Ashoka.

## Leben
Vor seiner wissenschaftlichen Ausbildung war Jan Wiedemann für das Lübecker Drägerwerk, für die IG Metall und für den Hamburger Bildungsträger Arbeit und Leben tätig. Von 1993 bis 1996 studierte er Soziologie, Volkswirtschaft, Betriebswirtschaft und Rechtswissenschaften an der Universität Hamburg. Als Wissenschaftler und Unternehmensberater arbeitete er unter anderem mit Joachim Lohse bei Ökopol – Institut für Ökologie und Politik GmbH zusammen, mit dem er gemeinsame Berichte und Gutachten veröffentlichte. Es folgten eine Elternzeit und weitere berufliche Stationen. Während seines Masterstudiums an der Universität Hamburg und seiner anschließenden Promotion zwischen 2007 und 2010 an der Leuphana Universität Lüneburg arbeitete Wiedemann zugleich als Projektmanager und als Lehrbeauftragter an der Fachhochschule Kiel sowie als Lehrbeauftragter an der Christian-Albrechts-Universität zu Kiel. Während dieser Zeit forschte und veröffentlichte er zusammen mit Uta Klein zum Bereich der kritischen Männerforschung. Unmittelbar nach Abschluss seiner Promotion wurde Wiedemann für die Professur Theorien und Methoden Sozialer Arbeit berufen. Zu seinem hochschulpolitischen Engagement zählen u. a. seine Tätigkeit als Vertrauensdozent der Hans-Böckler-Stiftung und die Mitgliedschaft in der Jury des Ars legendi-Preises von Stifterverband für die Deutsche Wissenschaft und Hochschulrektorenkonferenz 2012.
Aus der Professur heraus wechselte Wiedemann zur Stiftung Drachensee. Dort war er zunächst als Mitglied der Geschäftsführung für den Bereich Personal- und Organisationsentwicklung zuständig. Seit Januar 2019 ist er Vorstand der Stiftung Drachensee. Aus einem Modellprojekt der Stiftung Drachensee heraus, gründete er das Institut für Inklusive Bildung, durch das Menschen mit sogenannten geistigen Behinderungen, die bislang in einer Werkstatt für behinderte Menschen (WfbM) arbeiten, als qualifizierte Bildungsfachkräfte an Universitäten und Fachhochschulen hauptberuflich tätig sind. Dort vermitteln sie Studierenden sowie Lehr-, Fach- und Führungskräften die Lebenswirklichkeiten, die Bedarfe und Kompetenzen von Menschen mit Behinderungen aus erster Hand. Seit Mai 2016 ist Wiedemann ein Fellow der weltweiten Ashoka Stiftung.

## Funktionen
An der Hochschule vertrat Wiedemann die Denomination Theorien und Methoden Sozialer Arbeit und in der Lehre zudem den Bereich Sozialwirtschaft und Sozialmanagement. Vortragsschwerpunkte der Hochschultätigkeit waren:
- Subjektivierungen von Sozialer Arbeit[9]
- Produktions- und Geschlechterverhältnisse[10][11]
- Management sozialer Organisationen[12][13]
- Arbeit und Bildung für und mit Menschen mit Behinderungen[14][15]

## Schriften (Auswahl)
- Vom Begleiter zum Brückenbauer. Handreichung für eine sozialraumorientierte Personalentwicklung. Berlin: Bundesvereinigung Lebenshilfe (Hrsg.) 2016.
- Subjektorientiertes Management Sozialer Arbeit. In: Armin Wöhrle (Hrsg.): Auf der Suche nach Sozialmanagementkonzepten und Managementkonzepten für und in der Sozialwirtschaft. Eine Bestandsaufnahme zum Stand der Diskussion in drei Bänden. Augsburg: Ziel-Verlag 2012. Band 2. S. 13–35.
- Zur Methode einer subjektorientierten Managementforschung. In: Herbert Bassarak, Armin Schneider (Hrsg.): Forschung und Entwicklung im Management sozialer Organisationen. Augsburg: Ziel-Verlag 2012. S. 126–144.
- Reorganisation und Subjektivierungen von Sozialer Arbeit. Wiesbaden: VS Verlag 2011.
- (mit Uta Klein:) Subjektivierungen, Leitung und Geschlecht in der Sozialen Arbeit. In: Brigitte Stolz-Willig, Jannis Christoforidis (Hrsg.): Hauptsache billig? Prekarisierung der Arbeit in sozialen Berufen. Münster: Dampfboot 2011. S. 104–123.
- Anpassung, Widerspruch und Widerstand. Zum Antagonismus von Konkurrenz und Solidarität bei der Arbeiterwohlfahrt. In: Widersprüche 116. 2010. S. 39–52.
- (mit Andrea Kawall, Jack Weber, Yvonne Rehmann:) Lebensweltorientierte Bildung für Väter in Elternzeit. Ergebnisse eines Forschungspraxisprojektes. In: Zeitschrift für Sozialpädagogik 8. 2010. S. 38–60.
- Konstruktionen, Kompetenzen und Bildung von Vätern. In: standpunkt: sozial (3). 2009. S. 71–79.
- (mit Andrea Kawall, Jack Weber, Yvonne Rehmann:) Ergebnisse des Forschungspraxisprojektes 'Lebensweltorientiertes Bildungskonzept für Väter in Elternzeit. Kurzfassung. Kiel: Eigenverlag des DGB.
- (mit Raingard Knauer:) Zur Forschungsförderung an Fachbereichen der Sozialen Arbeit. In: Peter Buttner (Hrsg.): Das Studium des Sozialen. Aktuelle Entwicklungen in Hochschule und sozialen Berufen. Berlin: Deutscher Verein für öffentliche und private Fürsorge e.V. 2007. S. 88–104.